# Ostroróg
Ostroróg is een stad in het Poolse woiwodschap Groot-Polen, gelegen in de powiat Szamotulski. De oppervlakte bedraagt 1,26 km², het inwonertal 1993 (2005).